# Remington Nylon 66
Remington Nylon 66 гвинтівка, яку випускала компанія Remington Arms з 1959 по 1989 роки. Це стала одна з перших серійних гвинтівок де для ложі було використано інший матеріал ніж дерево. Раніше було представлено комбіновану гвинтівку 22-410 Stevens з ложем Tenite. На збройному ринку не було досвіду використання синтетичних лож, тому компанія Remington ризикувало випустивши свою Nylon 66. Назву моделі взяли від матеріалу з якого було зроблено ложе.

## Історія
В 1950-ті роки компанія Remington Arms була зацікавлена в розробці гвинтівки дешевої у виробництві. Після аналізу інженери встановили, що можна було заощадити на виробництві ствольних коробок і лож гвинтівок. Тому компанія Remington звернулась до інженерів-хіміків компанії DuPont розробити пластик, який міг би замінити як дерев’яне ложе, так і ствольну коробку. Специфікації, надані DuPont, вимагали матеріал, якому можна було б надати будь-яку бажану форму, але який також мав би високу міцність на розтягування та вигин.
Після деяких досліджень DuPont представили Remington сполуку під назвою Zytel 101. Zytel це торгова марка для нейлонових смол компанії DuPont. Зрештою цю сполуку використали для виробництва ложа та ствольної коробки.  Після успіху Nylon 66, компанія Remington також випустила серію гвинтівок з ковзними та важільними затворами з використанням нейлонових лож.

## Конструкція

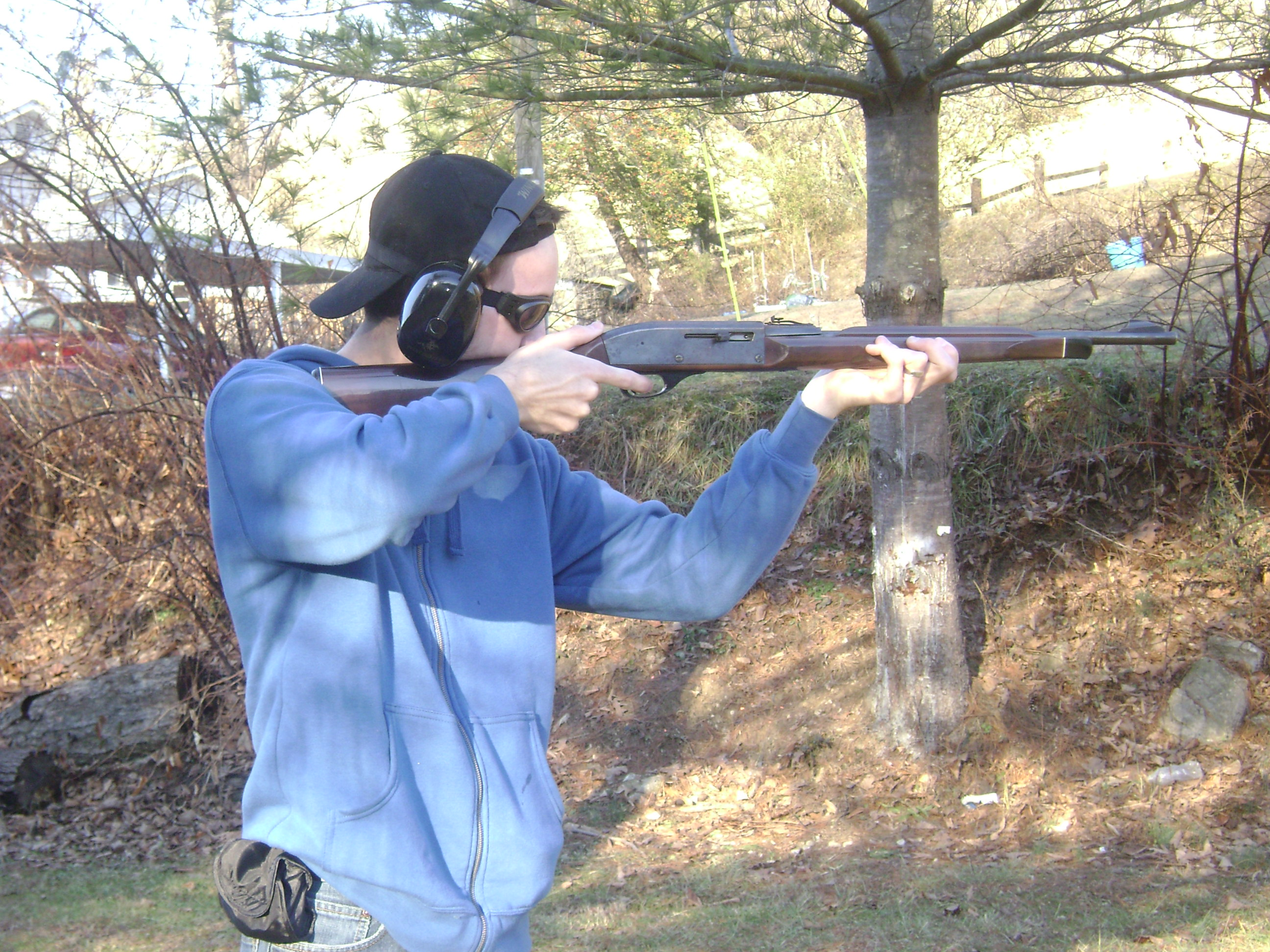
Remington Nylon 66.

Через те, що конструкція майже повністю синтетична, Nylon 66 може працювати без додавання мастил. Ця гвинтівка є популярною в арктичних регіонах, і справді було багато повідомлень про те, як корінні народи вбивали великих тварин, таких як лосі, набоями калібру .22 LR з Nylon 66. Деякі припускають, що легка вага рушниці потенційно може призвести до зниження точності в польових умовах, але стрільці з Nylon 66 на це не скаржилися.
Nylon 66 був оснащений прицілом у вигляді листа, а також рифленою ствольною коробкою, на якій можна встановити кріплення для оптичного прицілу. Гвинтівка продавалася в кількох кольорах, наприклад, "Mohawk Brown", "Apache Black" та "Seneca Green".
Версія 77 Apache мала яскраво-зелену ложу і продавалася в мережі K-Mart. Seneca Green – це тьмяно-зелений колір, і за деяких умов освітлення Seneca Green важко відрізнити від більш поширеного коричневого кольору.  Цей варіант також виготовлявся з знімним магазином на 10 набоїв, який, на відміну від стандартного, часто був ненадійним. В Бразилії компанія FIE випускала модель з трубчастим магазином, але багато з них мали проблеми з контролем якості. Стандартна модель трубчастого магазина, виготовлена в США, могла надійно зробити сотні пострілів без чищення зброї за умови використання високошвидкісних боєприпасів.
Нижче наведено деякі виробничі номери, які можуть допомогти визначити рідкість кожної моделі:
| Модель                     | Кількість |
| -------------------------- | --------- |
| Nylon 66 Gallery Special   | Невідомо  |
| Nylon 66 150th Anniversary | 3 792     |
| Nylon 66 Bicentennial      | 10 268    |
| Nylon 77                   | 15 000    |
| Nylon 66 Seneca Green      | 42 500    |
| Apache 77 aka Kmart Nylon  | 54 000    |
| Nylon 66 Black Diamond     | 56 000    |
| Nylon 10C                  | 128 000   |
| Nylon 66 Apache Black      | 221 000   |
| Nylon 66 Mohawk Brown      | 716 492   |

## Варіанти
Nylon 66MB: Mohawk Brown, 1959–1987 (Коричневе ложе, ствольна коробка/ствол синя сталь)
Nylon 66GS: Gallery Special 1962–1981 (лише .22 Short. Коричневе ложе, ствольна коробка/ствол синя сталь). Відбивач гільз. Кріплення контркабелю в нижній частині ложа. Було відомо, що деякі мали фарбування Apache Black.
Nylon 66SG: Seneca Green, 1959–1962 (темно-зелена ложа, ствольна коробка/ствол синя сталь) 42 500 штук
Nylon 66AB: Apache Black, 1962–1984 (Чорна ложа, ствольна коробка та ствол хромовані) 221 000 штук.
Nylon 66BD: Black Diamond 1978–1987 (Чорна ложа, покриття ствольної коробки та стволу синя/чорна сталь) 
Компанія Remington почала нумерувати цю модель в 1967 році. Серійні номер 1967 року були в діапазоні 410000-419011. В 1968 році серійні номери були в діапазоні 419012–473710. Ці серійні номер 1967–1968 років були розташовані на нижній частині стволу, приблизно в 7,5 см від дула.
Після 1968 року серійні номери були розташовані на лівому боці Nylon 66 на ствольній коробці.